# 美郷町立邑智中学校
美郷町立邑智中学校(みさとちょうりつ おおちちゅうがっこう)は、島根県邑智郡美郷町粕渕にある公立中学校。

## 沿革
- 1947年（昭和22年）4月1日 - 学制改革により、吾郷村、粕淵町、君谷村、沢谷村、浜原村にそれぞれ新制中学校誕生[1]。
- 1955年（昭和30年）2月 - 町村合併により邑智町誕生。町内各中学校を邑智町立に校名変更[1]。
- 1966年（昭和41年）4月1日 - 邑智町久保に、新校舎落成。実質的な統合を行い、邑智町立邑智中学校と校名変更[1]。
- 2004年（平成16年）10月1日 - 町村合併により美郷町誕生。美郷町立邑智中学校となる[1]。
- 2010年（平成22年）4月1日 - 改装された旧邑智高校に移転[1]。

## 部活動

### 運動部
- 野球部[2]
- カヌー部[2]
- 剣道部[2]
- 女子バレー部[2]

### 文化部
- 吹奏楽部[2]

## 校歌
- 作詞は篠原実、作曲は小林昭三である[3]。

## 所在地
- 〒699-4621 島根県邑智郡美郷町粕渕117